# Torre de Cala Pi
La torre de Cala Pi és una torre de vigilància i defensa situada a la costa del migjorn del terme municipal de Llucmajor, Mallorca.
La torre de Cala Pi està situada damunt una petita península a l'entrada de Cala Pi, al sud de Mallorca, a uns 19,5 m per damunt del nivell del mar. El motiu per què es va bastir aquesta torre fou l'amenaça que comportaven els atacs de pirates i corsaris otomans. Per a defensar la vila de Llucmajor es pensà a construir a la costa les torres del Cap Enderrocat, la torre del Cap Blanc, la torre de Cala Pi i la torre de s'Estelella.
Cala Pi, pel fet d'estar entre penya-segats era de difícil desembarcament i accessible només amb una escala de corda. Per això la torre de Cala Pi seria la darrera a fer-se a la marina de Llucmajor. El mestre d'obres fou Joan Pons, i fou acabada el 1663. La torre és cilíndrica en la meitat superior i tronco-cònica en la inferior. L'alçària és de 10,2 m, però li manca el parapet. Té un diàmetre a la terrassa de 8 m i de 10 m al peu. La construcció és de pedres lligades amb argamassa. Tot el primer cos de l'edifici és compacte i la cambra es troba al pis, arribant al portal per una escala de corda. El portal és un bell arc de marès de mig punt -molt poc freqüent a les torres marítimes. La terrassa és circular, amb un diàmetre de 8 m. Manca el parapet, que per les restes, no tendria més de 0,6 m de gruixa, i aproximadament uns 2 m d'alçària.
Cap a l'any 1970, la torre fou restaurada pels seus propietaris d'acord amb el projecte redactat el 1967 per l'arquitecte Antoni Alomar.